# Могильовський замок

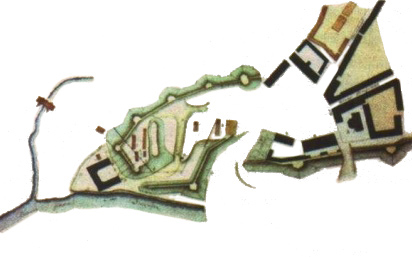
План Могильовського замку

Могильовський замок — головне фортифікаційне укріплення міста Могильова (Білорусь) у XVI—XIX століттях. Побудований у 1526 році на місці давнього укріплення епохи Русі на високому пагорбі при впадінні річки Дубравенки у Дніпро. Замок отримав назву від гори Могили.

## Опис та історія
Площа замку понад 1 га. По периметру укріплений земляними оборонними валами (висотою 5 метрів, шириною в основі 16 метрів), на якому, згідно з даними за 1604 рік, стояли 7 веж, з яких 2 — брами з підйомними мостами. На одній з веж був бронзовий дзвін. Із замку вели таємні підземні ходи до річок Дубравенка та Дніпро.
Археологічні дослідження підтвердили повідомлення з Баркулабівського літопису: «Року 1526 великий замок зароблений і прийнято много гори Могили, на якій тепер замок Могильов стоїть». Від назви гори Могили, згаданої в уривку, і походить назва замку, а отже і всього міста. У XVI столітті замок мав дерев'яні арматури зрубної конструкції, цейхгауз для зброї та військової техніки. Вночі замок обороняла варта. У час війни замок обороняли місцеві жителі, а в мурах замку могли переховуватися їхні сім'ї.
Під час козацько-селянського повстання під проводом Северина Наливайка замок був спалений 13 грудня 1595 року, однак після цього був швидко відновлений, про що свідчить інвентар 1604 року. Також, згідно з цим свідченням, замок стояв на 5-метровому земляному валу, а на ньому стояли 7 веж, з'єднаних 3-ярусними дерев'яними стінами. Від міста замок відокремлювався ровом. Над ним був побудований міст, що вів до «Горної брами».
У 1633 році замок згорів, та вже у 1638 був відновлений і служив в'язницею.

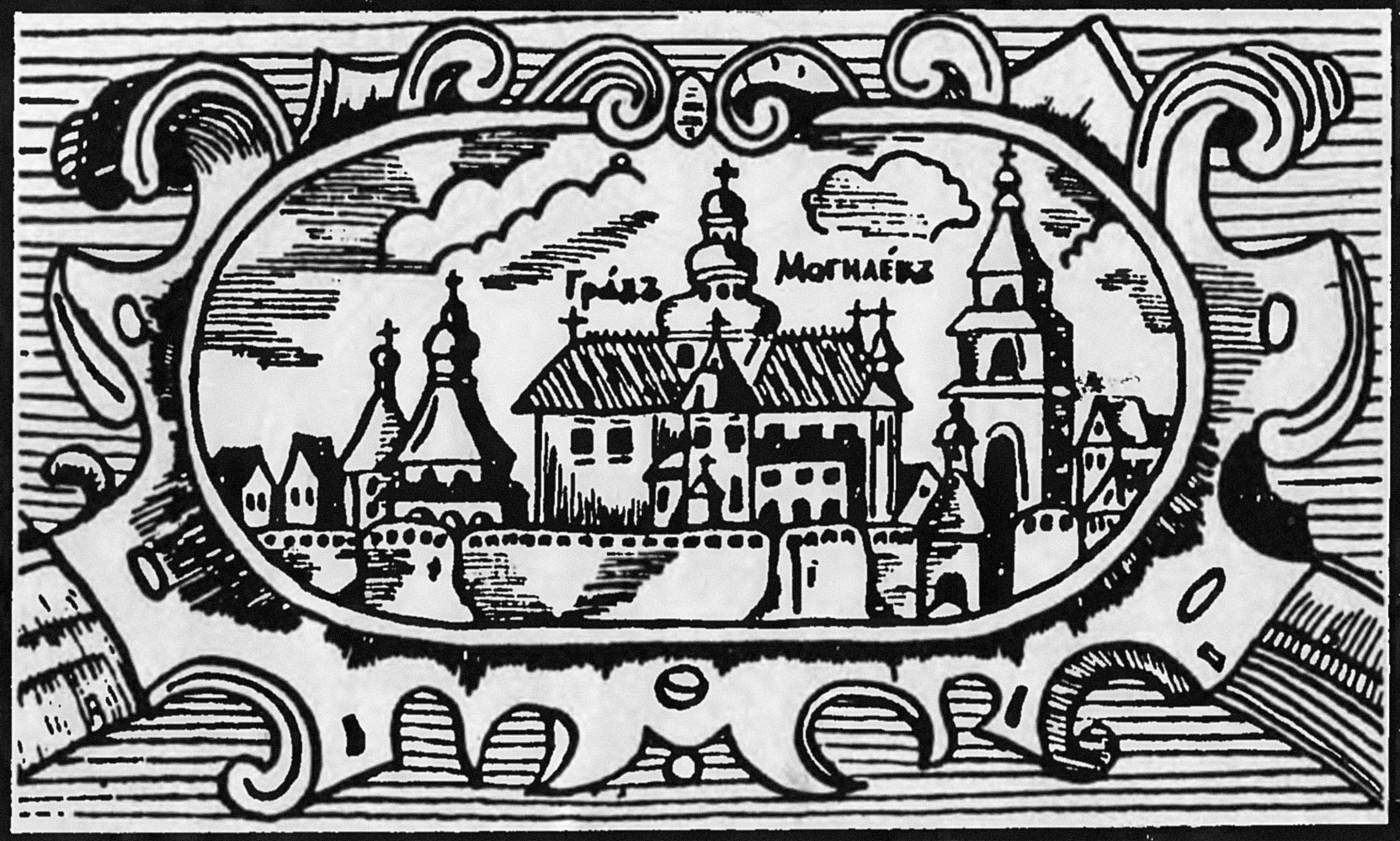
Могильовський замок у 1702

Під час польсько-московської війни 1654—1667 років Могильовський замок витримав облогу козаків (1655), проте його вали зазнали руйнувань через підкопи. У 1655—1660 роках замок відновили та реконструювали: з трьох боків добудували бастіони, у внутрішньому дворі звели різні господарські будівлі, які згодом двічі згоріли. На початку XIX століття бастіони були вирівняні.

## Археологічні дослідження
Археологічні дослідження замку проводили М. О. Ткачов, З. Л. Яцкевич та І. М. Марзалюк. У результаті розкопок Марзалюка у 1992—1996 роках доведено, що на горі Могилі у XII—XIII століттях існувало слов'янське городище.